# Seyla Benhabib
Seyla Benhabib (Estambul, 9 de septiembre de 1950) es una profesora de ciencias políticas y filosofía política, pensadora y profesora estadounidense de origen turco conocida por su trabajo que combina la Teoría crítica (Escuela de Frankfurt) con la teoría feminista. Está considerada como una de las teóricas de la política y el feminismo de la actualidad. 
Es directora del programa de ética, política y economía de la Universidad de Yale y ocupa la cátedra Eugene Meyer de Ciencia Política y Filosofía de la Universidad de Yale.
Es autora de diversos trabajos de filosofía sobre el pensamiento de Hannah Arendt y de Jürgen Habermas. A partir de este último, Benhabib reformula la noción de "espacio público", empleando para ello un enfoque feminista.

## Trayectoria
Fue presidenta de la División Oriental de la American Philosophical Association (2006-2007) y es miembro de la Academia Americana de las Artes y las Ciencias. Ha sido investigadora asociada en numerosas instituciones, tanto en Estados Unidos como en Europa. 
Dirigió el programa Ethics, Politics and Economics (2002-2008)
Enseñó previamente en los departamentos de filosofía de la Universidad de Boston, SUNY Stonybrook y en La Nueva Escuela en Nueva York, así como en el departamento de gobierno de la Universidad de Harvard. 
Ha sido nombrada doctora honoris causa por las universidades de Utrecht, Valencia y Bogazici University en Estambul, y ha recibido el prestigioso premio Ernst Bloch y el Leopold Lucas de la Universidad de Tubinga. 
En 2014 recibió el Meister Eckhart Prize de la Fundación Identity y la Universidad de Colonia.

## Pensamiento
Su pensamiento y obra se enmarca la teoría crítica contemporánea  (2ª Escuela de Frankfurt). Fue alumna de Marcuse y de Habermas. Sus aportaciones se basan en articular el universalismo con el particularismo.
Su trabajo se centra en el pensamiento europeo social y político de los siglos XIX y XX, la teoría feminista y la historia de la teoría política moderna y está considerada como una de las voces más autorizadas en el actual debate filosófico y político acerca de la diferencia, el feminismo y el multiculturalismo.

### Teoría de la democracia
Para Seyla Benhabib, las culturas no son monolíticas, sino que se forman en el diálogo entre culturas. Corresponden a una renovación constante de los límites imaginarios. Para los teóricos democráticos, las personas son más importantes que la preservación de las culturas. En democracia, según Benhabib, cada persona debe decidir de acuerdo a su vida. Conserva tres condiciones para garantizar la coexistencia de pluralismo y cosmopolitismo:
1) Reciprocidad igualitaria: los miembros de las minorías deben tener los mismos derechos cívicos, políticos, económicos y culturales que la mayoría.
2) El consentimiento voluntario: Cuando nace una persona, no debe ser considerada automáticamente como pertenecientes a una religión o una cultura. El Estado no debe permitir a las comunidades definir las vidas de los individuos. Los miembros de una sociedad tienen el derecho a expresarse y es deseable preguntar a los adultos si desean pertenecer a esta comunidad.
3) Libertad de asociación y de dejar la misma: Todo el mundo debe poder dejar el grupo. Cuando los miembros del grupo se casan con cualquiera de otro grupo, tienen el derecho a seguir perteneciendo a su grupo. Deben encontrarse alojamientos para los matrimonios intergrupales y sus hijos.
La coexistencia entre la diversidad cultural y la igualdad democrática es un tema controvertido. La primera condición es de hecho ignorada por muchas culturas, cada Estado-nación incluye grupos que no son aceptados por la mayoría. Algunos gobiernos no hacen nada para detener la discriminación o las alientan. Las otras dos condiciones son también problemáticas.

### Fronteras
Seyla Benhabib está a favor de un mundo de fronteras porosas: "Creo que es posible tener un imperio sin fronteras; no creo que sea posible tener una democracia sin fronteras ". Las fronteras políticas ayudan a definir sus miembros, pero también son excluyentes para otros. Cada vez más personas están viviendo en un país distinto del suyo; la soberanía de estado no es tan fuerte como en el pasado.
La visión cosmopolita de Seyla Benhabib se inspira en el filósofo Emmanuel Kant y su paz perpetua. Según Kant, de acuerdo con la ley de la hospitalidad universales, cada persona tiene el derecho a ir donde quiera, sin temer la hostilidad de sus huéspedes. Seyla Benhabib toma este derecho como punto de partida de su pensamiento sobre la migración y los refugiados. Va incluso más lejos que Kant apuntando que el derecho a la hospitalidad debería aplicarse no sólo para hacer turismo, sino también para estancias de larga duración (de casos de asilo político).

## Vida personal
Está casada con el periodista y escritor Jim Sleeper.